# All Day
"All Day" is een muzieksingle van de Amerikaanse rapper Kanye West, in samenwerking met Theophilus London, Allan Kingdom en de Britse musicus Paul McCartney. De single werd op 2 maart 2015 uitgebracht. De single was al gedeeltelijk gelekt in 2014, maar kwam op op 2 maart 2015 uit als single voor het album, SWISH